# 大阪狭山市駅
大阪狭山市駅（おおさかさやましえき）は、大阪府大阪狭山市にある、南海電気鉄道高野線の駅。駅番号はNK65。

## 歴史
大阪高野鉄道河内半田駅（かわちはんだえき）として開業し、後に南海が経営する遊園地、さやま遊園の最寄り駅として、狭山遊園前駅（さやまゆうえんまええき）に改称した。しかし、2000年4月1日同遊園地が閉園、同年12月の高野線ダイヤ改正時に現在の駅名となった。駅名は一般公募による。
現在でも駅構内には上部が半円形の駅名標があるなど、かつての遊園地の最寄駅としての名残が見られる。

### 年表
- 1917年（大正6年）7月5日：大阪高野鉄道の狭山駅 - 滝谷駅間に河内半田駅として新設。
- 1922年（大正11年）9月6日：会社合併により南海鉄道の駅となる。
- 1944年（昭和19年）6月1日：会社合併により近畿日本鉄道の駅となる。
- 1947年（昭和22年）6月1日：路線譲渡により南海電気鉄道の駅となる。
- 1950年（昭和25年）4月1日：狭山遊園前駅に改称。
- 2000年（平成12年）12月23日：大阪狭山市駅に改称。
- 2012年（平成24年）
  - 4月1日：駅ナンバリングが導入され、使用を開始[1][2]。
  - 8月：駅係員無人化を開始。

## 駅構造
相対式2面2線のホームを持つ地上駅である。有効長は8両。改札は各ホームの高野山寄りに独立して設置され、入場後のホーム同士の移動はできない。各ホームには車椅子対応のスロープもある。
駅務室は難波方面ホーム側にあるが、現在は無人駅のため閉鎖されている。待合室は難波方面ホーム後方にある。売店が難波方面ホームにあったが、廃止され現在は自動販売機コーナーになっている。

### のりば
| のりば | 路線   | 方向 | 行先       |
| ------ | ------ | ---- | ---------- |
| 1      | 高野線 | 下り | 高野山方面 |
| 2      | 高野線 | 上り | なんば方面 |

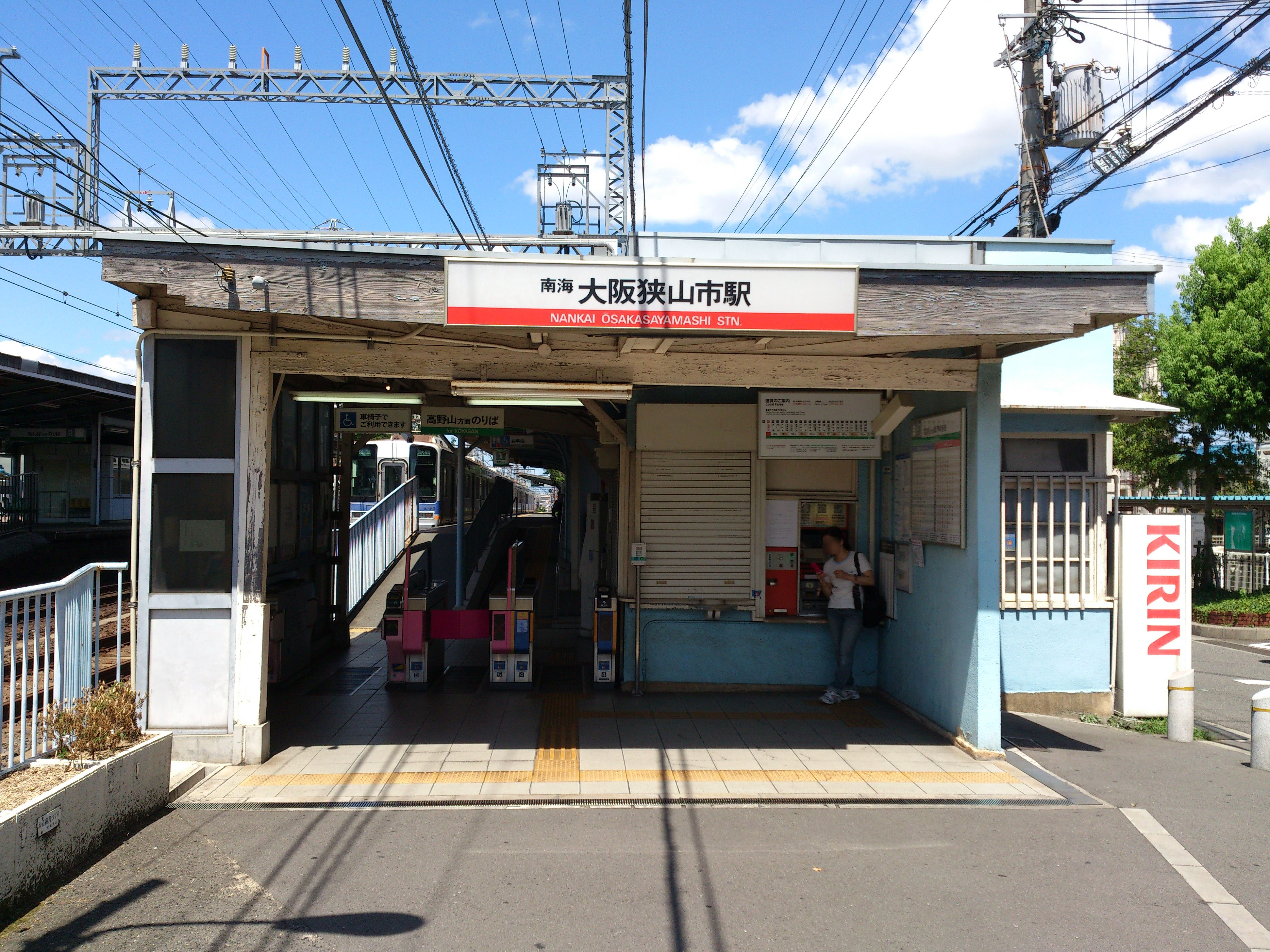
駅舎（高野山方面）
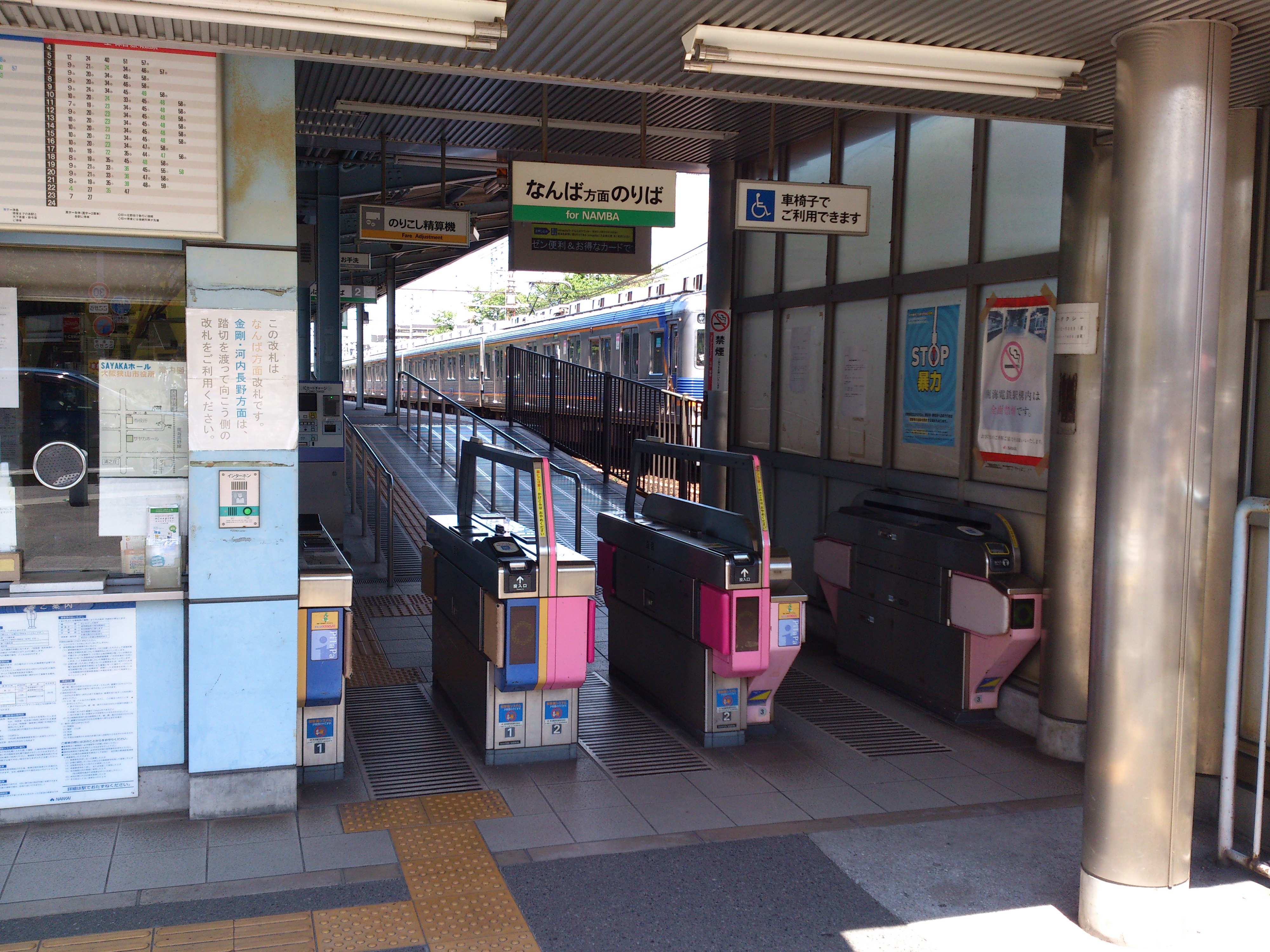
改札口（難波方面）
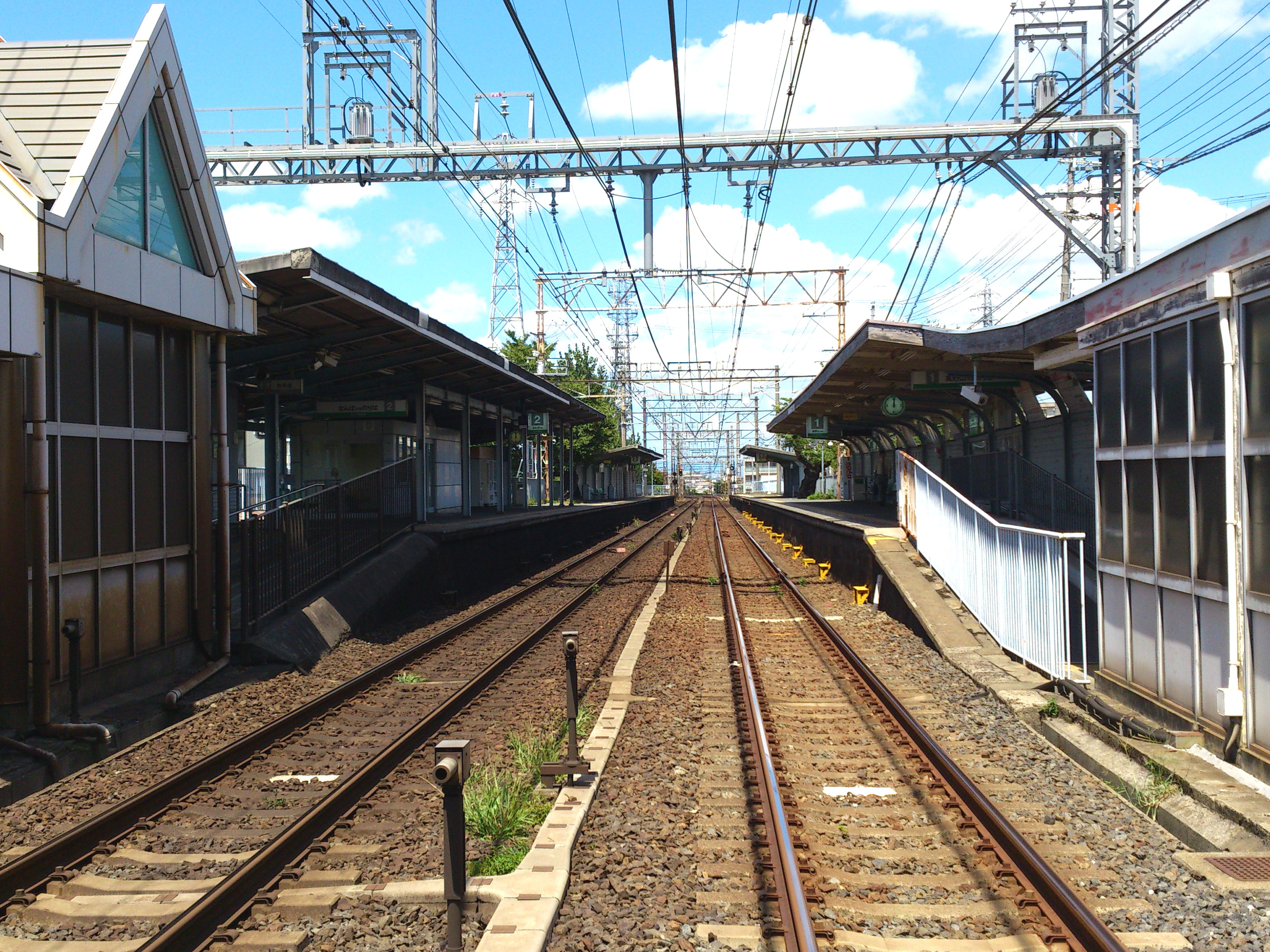
プラットホーム

## 利用状況
2019年（令和元年）次の1日平均乗降人員は9,494人で、南海の駅全100駅中31位である。
各年次の1日平均乗降・乗車人員数の推移は下表の通り。
| 年次               | 1日平均 乗降人員 | 1日平均 乗車人員 | 順位 | 出典   |
| ------------------ | ---------------- | ---------------- | ---- | ------ |
| 1990年（平成02年） | 9,990            | 5,272            | -    | [ 6 ]  |
| 1991年（平成03年） | 10,315           | 5,435            | -    | [ 7 ]  |
| 1992年（平成04年） | 10,147           | 5,331            | -    | [ 8 ]  |
| 1993年（平成05年） | 9,891            | 5,162            | -    | [ 9 ]  |
| 1994年（平成06年） | 9,857            | 5,131            | -    | [ 10 ] |
| 1995年（平成07年） | 9,903            | 5,161            | -    | [ 11 ] |
| 1996年（平成08年） | 9,807            | 5,067            | -    | [ 12 ] |
| 1997年（平成09年） | 9,425            | 4,842            | -    | [ 13 ] |
| 1998年（平成10年） | 9,300            | 4,817            | -    | [ 14 ] |
| 1999年（平成11年） | 8,909            | 4,693            | -    | [ 15 ] |
| 2000年（平成12年） | 8,589            | 4,491            | -    | [ 16 ] |
| 2001年（平成13年） | 8,386            | 4,366            | -    | [ 17 ] |
| 2002年（平成14年） | 8,448            | 4,397            | -    | [ 18 ] |
| 2003年（平成15年） | 8,569            | 4,444            | -    | [ 19 ] |
| 2004年（平成16年） | 8,607            | 4,495            | -    | [ 20 ] |
| 2005年（平成17年） | 8,776            | 4,598            | 33位 | [ 21 ] |
| 2006年（平成18年） | 8,908            | 4,648            | -    | [ 22 ] |
| 2007年（平成19年） | 9,025            | 4,716            | -    | [ 23 ] |
| 2008年（平成20年） | 8,976            | 4,693            | -    | [ 24 ] |
| 2009年（平成21年） | 8,745            | 4,587            | -    | [ 25 ] |
| 2010年（平成22年） | 8,766            | 4,548            | -    | [ 26 ] |
| 2011年（平成23年） | 8,934            | 4,627            | 31位 | [ 27 ] |
| 2012年（平成24年） | 8,919            | 4,597            | -    | [ 28 ] |
| 2013年（平成25年） | 9,043            | 4,641            | 30位 | [ 29 ] |
| 2014年（平成26年） | 9,017            | 4,601            | 30位 | [ 30 ] |
| 2015年（平成27年） | 9,204            | 4,714            | 30位 | [ 31 ] |
| 2016年（平成28年） | 9,245            | 4,731            | 31位 | [ 32 ] |
| 2017年（平成29年） | 9,317            | 4,759            | 31位 | [ 33 ] |
| 2018年（平成30年） | 9,430            | 4,842            | 31位 | [ 34 ] |
| 2019年（令和元年） | 9,494            | 4,910            | 31位 | [ 35 ] |

## 駅周辺
駅周辺は閑静な住宅街。駅周辺には東・西側それぞれに小さな商店街がある。
駅西側から狭山池北東畔にかけて「狭山新宿」「並松」と通称される旧市街が広がっており、このあたりは狭山池の樋役人の居住区と商人・職人の居住区だったところである。また、東除川の両側に狭山藩の陣屋が設置され、狭山陣屋は東除川以北が上屋敷、以南が下屋敷となっていた。下屋敷跡地はさやま遊園として利用されていたが2000年に閉園。現在は高層マンションなどが建っている。
大阪狭山市立狭山中学校・東小学校が近接しており、ホーム内には、両校の生徒・児童の手作りポスターが貼られ、2番線前方からは、狭山中学校のグラウンドが見える。
駅東側は富田林市にある金剛団地に近く、同団地からの利用客も多い。
- 大阪狭山市役所
- 堺市消防局大阪狭山消防署
- 狭山半田郵便局
- 大阪狭山市文化会館 (SAYAKAホール)
- 狭山陣屋跡
- 狭山池 - 日本最古の灌漑用ため池で、現在は治水ダムとして改良されている。かつては競艇場もあった。
- 大阪府立狭山池博物館
  - 大阪狭山市立郷土資料館
- 藍野大学短期大学部大阪富田林キャンパス
- 紀陽銀行 狭山支店
- 関西みらい銀行 大阪狭山支店
- 青葉丘病院
- サンプラザ パスト狭山店

## 隣の駅
南海電気鉄道
 高野線
■快速急行・■急行
通過（ただし8月1日のPL花火芸術終了後、上りの急行が臨時停車する。）
■区間急行・■準急・■各停
狭山駅 (NK64) - 大阪狭山市駅 (NK65) - 金剛駅 (NK66)